# .ai
.ai là tên miền Internet quốc gia (ccTLD) dành cho Anguilla. Nó được quản lý bởi chính phủ Anguilla.
Đây là tên miền hack phổ biến với công ty và dự án liên quan tới trí tuệ nhân tạo (AI).